# Charles Thompson (graveur)
Pour les articles homonymes, voir Charles Thompson et Thompson.
Charles Thomson, né à Londres le 1er janvier 1789 et mort à Bourg-la-Reine le 19 mai 1843 , est un graveur sur bois britannique, développeur de la technique du gravure sur bois de bout en France, au service de la production d'images.

## Biographie
Charles Thomson est le fils de Richard Thompson, marchand, et de Ketty Garraway. La famille est peut-être originaire du nord de l'Angleterre. Le frère aîné de Charles, John, tient un atelier de gravure après avoir été l'élève de Robert Branston, chef de l'école de Londres initiée par Thomas Bewick. Charles suit les traces de son frère. Tous deux gravent les illustrations du Vicar of Wakefield, pour l'imprimeur Wittingham (1815).
C'est par Wittingham que Charles rencontre le célèbre imprimeur français Firmin Didot, qui le convainc de venir travailler à Paris. Charles Thompson arrive à Paris en octobre 1816. Il exécute principalement des vignettes et des fleurons pour des polytypes — petites gravures reproduites par moulage, qui sont ensuite revendues aux imprimeurs. Thompson collabore aussi avec l'imprimeur Pillet qui sera le premier à utiliser la gravure sur bois de bout pour de véritables illustrations, et non plus seulement des ornements passe-partout. Thompson interprète, entre autres, les dessins d'Alexandre-Joseph Desenne.
En 1818, il est établi à son compte, tout en travaillant pour Firmin Didot et Pillet, ainsi que pour Léon Curmer. Il prend de nombreux apprentis, dont le graveur Louis Bougon et sa femme. Veuf, Bougon s'est remarié avec Marie Julie Poussain, encore mineure et enceinte, et graveuse elle aussi. Tous deux apprennent donc la « manière anglaise » de Thompson. Peu de temps après, Louis Bougon disparaît avec son fils Louis Jules, tandis que Mme Bougon, domiciliée à la même adresse que Thomson, est probablement devenue sa maîtresse. Elle produit un certain nombre de gravures dans des ouvrages auquel collabore aussi Thompson. « Madame Bougon » est donc le « premier graveur français sur bois de bout ». Bougon, installé en Belgique, meurt en 1838. L'année suivante, Thompson épouse Mme Bougon, déclarée « veuve sans enfant ». Cependant, Louis Jules Bougon, le fils « oublié », sera l'introducteur de la gravure sur bois de bout en Belgique.
Charles Thompson, graveur associé à Achille Devéria comme à d'autres illustrateurs de l'époque romantique, connaît un grand succès de son vivant. En 1824, John Andrew le rejoint à Paris, et grave en société avec lui. Andrew fonde en 1832 un atelier promis à un bel avenir, avec Jean Best, et Isidore Leloir, l'Atelier ABL. 
Parmi les autres élèves notables de Thomson, on compte Henri-Désiré Porret, à partir de 1826.
Charles Thompson meurt dans sa maison de Bourg-la-Reine, à 54 ans.